# Crus do pênis
Nos seus três quartos anteriores, os corpos cavernosos do pênis encontram-se em justaposição íntima um com o outro, mas por trás deles divergem na forma de dois processos afilados, conhecidos como crura ou crus do pênis, que estão firmemente conectados aos ramos isquiáticos.
Traçados de trás para frente, cada crus começa por um processo pontiagudo em frente à tuberosidade do ísquio, ao longo da superfície perineal do ramo unido (isquiópubo).
Pouco antes de encontrar seu semelhante, apresenta um ligeiro aumento, nomeado por Georg Ludwig Kobelt (1804–1857), o bulbo do corpo cavernoso do pênis.
Além deste ponto, o crus sofre uma constrição e se funde com o corpo cavernoso próprio, que retém um diâmetro uniforme em sua extremidade anterior.

## Imagens adicionais

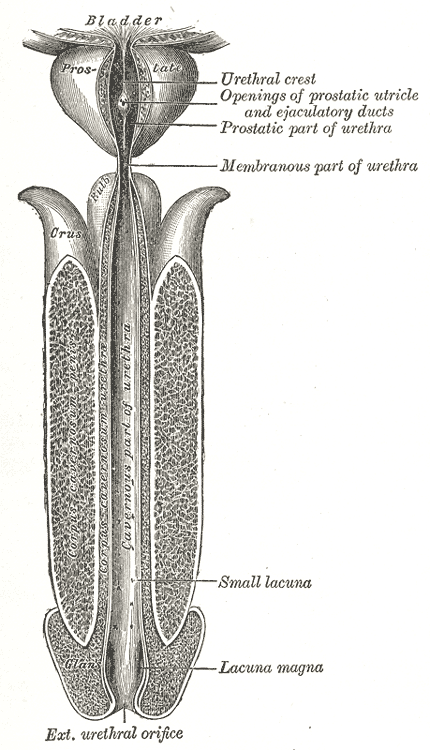
Uretra masculina.